# Restinga da Marambaia
Restinga da Marambaia är en strand i Brasilien.   Den ligger i delstaten Rio de Janeiro, i den sydöstra delen av landet, 900 km sydost om huvudstaden Brasília.
Trakten runt Restinga da Marambaia består huvudsakligen av våtmarker. Runt Restinga da Marambaia är det mycket tätbefolkat, med 5 021 invånare per kvadratkilometer.